# Pour une fois (émission de télévision)
Pour une fois est une émission de télévision québécoise, produite par URBANIA et diffusée sur Télé-Québec.

## Diffusion
L'émission est lancée pour la première fois le 9 septembre 2023 sur la chaîne Télé-Québec, faisant suite à l'épisode spécial, diffusé le 6 janvier 2023. Cet épisode spécial a eu pour invité principal Martin Matte,.

## Synopsis
Quatre invités surprises interviewent à tour de rôle une personnalité,. L'originalité de l'émission tient au fait que les entrevues soient inversées,.

## Intervenants

### Saison 1
| Ordre | Date de diffusion | Invité principal         | Intervieweurs                                                                        |
| ----- | ----------------- | ------------------------ | ------------------------------------------------------------------------------------ |
| 1     | 6 janvier 2023    | Martin Matte,            | Arnaud Soly, Lydia Bouchard, Dany Laferrière, Patrice Robitaille,                    |
| 2     | 9 septembre 2023  | Jean-René Dufort,        | Pierre Houde, Pierre-François Legendre, Marie-Soleil Michon, Gabriel Nadeau-Dubois   |
| 3     | 16 septembre 2023 | Mélissa Bédard,          | Louise DesChâtelets, François Lambert, Sarahmée et Annie Villeneuve                  |
| 4     | 23 septembre 2023 | Éric Bruneau             | Hubert Proulx, Janette Bertrand, Catherine Éthier et Luc Picard                      |
| 5     | 30 septembre 2023 | Anne Dorval,             | Steve Gagnon, Hubert Lenoir, Kim Lévesque-Lizotte, Francis Reddy                     |
| 6     | 7 octobre 2023    | Louis-José Houde         | Philippe-Audrey Larrue St-Jacques, Marc Denis, Richard Séguin, Rebecca Makonnen      |
| 7     | 14 octobre 2023   | Hélène Bourgeois Leclerc | Bruno Pelletier, Catherine Trudeau, Marthe Laverdière, Joël Legendre                 |
| 8     | 21 octobre 2023   | Michel Bergeron          | Lise Dion, Jean-Thomas Jobin, Véronic Dicaire, Michel Therrien                       |
| 9     | 28 octobre 2023   | Pier-Luc Funk            | Fabiola Nyrva Aladin, Béatrice Picard, Benoît Brière, Pierre-Yves Roy-Desmarais      |
| 10    | 4 novembre 2023   | Marjo                    | Cathy Gauthier, Éléonore Lagacé, Pierre Bruneau, Soeur Angèle                        |
| 11    | 11 novembre 2023  | Guy Jodoin,              | Léane Labrèche-Dor, Guillaume Lemay-Thivierge, Stanley Vollant, Jocelyne Cazin       |
| 12    | 18 novembre 2023  | Isabelle Boulay,         | Guylaine Tanguay, Paul St-Pierre Plamondon, Joséphine Bacon, Mariana Mazza           |
| 13    | 13 janvier 2024   | Louis Morissette         | Lysanne Richard, Guy Cormier, Bianca Gervais, François Avard                         |
| 14    | 20 janvier 2024   | Janette Bertrand         | Sophie Grégoire, Élise Guilbault, Véronique Cloutier, Ricardo Larrivée,              |
| 15    | 27 janvier 2024   | Julie Lebreton           | Kathleen Fortin, Léa Clermont-Dion, Charles Binamé, Rémi-Pierre Paquin               |
| 16    | 3 février 2024    | Normand Laprise          | Marc Hervieux, Anne-Marie Losique, MC Gilles, Martin Picard                          |
| 17    | 10 février 2024   | Katherine Levac          | Sylvie Moreau, Monic Néron, Jean-Martin Fortier, Jay Du Temple                       |
| 18    | 17 février 2024   | Pierre-Yves Lord         | Sébastien Diaz, Mylène Paquette, Yves P. Pelletier, Félix-Antoine Tremblay           |
| 19    | 24 février 2024   | Nathalie Petrowski       | Jean-François Chicoine, Anne-Marie Withenshaw, Dave Morissette et Christiane Germain |
| 20    | 2 mars 2024       | Gildor Roy               | Eve Landry, Paul Piché, Rita Baga, Alexandre Barrette                                |
| 21    | 9 mars 2024       | Pierre Hébert            | Antoine Vézina, Ingrid St-Pierre, Roseline Filion, Guillaume Pineault                |
| 22    | 16 mars 2024      | Marina Orsini            | Alexandre Despatie, Maude Guérin, Ève Côté, Stéphane Archambault                     |
| 23    | 23 mars 2024      | Jean-François Breau      | Jean-Sébastien Girard, Louise Forestier, Anne-Marie Dussault, Marie-Ève Janvier      |

### Saison 2
| Ordre | Date de diffusion | Invité principal        | Intervieweurs                                                                   |
| 24    | 14 septembre 2024 | Julie Perreault         | Nathalie Simard, Isabelle Richer, Matthieu Pepper et Magalie Lépine-Blondeau    |
| 25    | 7 septembre 2024  | Antoine Bertrand        | Luc Guérin, Stéphanie Naud, Daniel Boucher et Meeker Guerrier                   |
| 26    | 21 septembre 2024 | Jean-Luc Mongrain       | Brigitte Lafleur, Maude Landry, Félix Séguin et Luc Senay                       |
| 27    | 19 octobre 2024   | Laurent Duvernay-Tardif | Étienne Boulay, Joanne Liu, Farah Alibay et Louis Morissette                    |
| 28    | 28 septembre 2024 | Véronique Cloutier      | Geneviève Guilbault, Nicolas Ouellet, Nathalie Petrowski et Josée Boudreault    |
| 29    | 26 octobre 2024   | Patrick Huard           | Sonia LeBel, Patrick Senécal, Sandrine Bisson et Gaston Lepage                  |
| 30    | 12 octobre 2024   | France Beaudoin         | Mona De Grenoble, Kim Boutin, Sophie Brochu et Pierre Brassard                  |
| 31    | 5 octobre 2024    | Boucar Diouf            | Vincent Graton, Régine Laurent, Colette Provencher et Daniel Lemire             |
| 32    | 2 novembre 2024   | Kim Thúy                | Ève Salvail, Catherine Fournier, Simon Boulerice et Marie-Josée Taillefer       |
| 33    | 9 novembre 2024   | Bernard Derome          | Christian Bégin, Jean-Luc Brassard, Rose-Marie Charest et Gérald Fillion        |
| 34    | 23 novembre 2024  | Stéphane Rousseau       | Bruno Marcil, Mathieu Dufour, MissMe et Guylaine Tremblay                       |
| 35    | 16 novembre 2024  | Sonia Benezra           | Paul Sarrasin, Vanessa Destiné, Martine St-Clair et André-Philippe Gagnon       |
| 36    | 11 janvier 2025   | François Morency        | Denis Bouchard, Marc Griffin, Marie-France Bazzo et Sonia Vachon                |
| 37    | 25 janvier 2025   | Anthony Kavanagh        | Laurent Paquin, Danièle Henkel, Érich Preach et Corneille                       |
| 38    | 18 janvier 2025   | Pénélope McQuade.       | Guillaume Lambert, Michelle Courchesne, Korine Côté et Jean-Marie Lapointe      |
| 39    | 8 février 2025    | Mélanie Maynard         | Bryan Audet, Anne-Marie Cadieux, Marc-André Coallier et Marilou                 |
| 40    | 1 février 2025    | Claude Legault          | Michel Courtemanche, Charles Tisseyre, Marie-Philip Poulin et Éric Bruneau      |
| 41    | 15 février 2025   | Michel Rivard           | Fabien Cloutier, Pierre Verville, Safia Nolin et Patrice Michaud                |
| 42    | 22 février 2025   | Rosalie Vaillancourt    | Louis T, Émilie Perreault, Carmen Sylvestre et Normand D’Amour                  |
| 43    | 1er mars 2025     | Robert Lepage           | Geneviève Borne, Émile Proulx-Cloutier, Barbada et Martin Matte                 |
| 44    | 8 mars 2025       | Ariane Moffatt          | Anne-Élisabeth Bossé, Fanny Britt, Colombe St-Pierre et Louis-Jean Cormier      |
| 45    | 15 mars 2025      | Virginie Fortin         | Steve Laplante, Marie-Andrée Labbé, Richardson Zéphir et Marie-Louise Arsenault |
| 46    | 22 mars 2025      | Patsy Gallant           | Hélène Florent, Édith Butler, Manon Massé et Jean Airold                        |
| 47    | 29 mars 2025      | Guy Mongrain            | Yves Corbeil, Marie Laberge, Brigitte Boisjoli et Paul Rivard                   |

## Réception
Selon Télé-Québec, il s'agit de l'émission grand public la plus regardée à l'automne 2023.

## Fiche technique
- Titre original : Pour une fois
- Concept : sur une idée « originale » d'URBANIA[49],[6]
- Réalisation : Stéphane Rocheleau, Matthew Fournier, Patrick Tremblay[50]
- Producteurs : Philippe Lamarre, Raphaëlle Huysmans, Annie Bourdeau[51],[52], Mireille Blouin[3], Jacinthe Carignan[53],[54]
- Société de production : URBANIA
- Diffusion : Télé-Québec
- Pays de production : Canada
- Langue originale : français